# Južni savezni okrug
Južni savezni okrug (ruski: Ю́жный федера́льный о́круг) je jedan od sedam ruskih saveznih okruga.
Nalazi se na krajnjem jugu europskog dijela Rusije, između Ukrajine i Kazačke.
U njemu se nalazi Predkavkazje i ruski dio Kavkaza, Sjeverni Kavkaz.
Broj stanovnika: 22.907.141 (popis 2002.)
Površina: 589.200 km² 
Osoba koja trenutačno obnaša dužnost polpreda je Dmitrij Kozak, Putinov bliski čovjek. 
Ovaj savezni okrug obuhvaća iduće savezne jedinice s njihovim glavnim gradovima:
- Astrahanska oblast: Astrahan
- Krasnodarski kraj: Krasnodar
- Rostovska oblast: Rostov na Donu
- Volgogradska oblast: Volgograd

te republike:
- Adigeja: Majkop
- Kalmikija: Elista

## Vanjske poveznice
- Službena stranica: Rusko savezno katastarsko središte – Administrativni zemljovidi Ruske Federacije (tumač na ruskom)
- https://web.archive.org/web/20040404184031/http://baikaland.tripod.com/russia/yufo.html
- Južni savezni okrug*Novosti i događaji na ruskom jugu  Arhivirana inačica izvorne stranice od 16. listopada 2007. (Wayback Machine)